# Substanzungebundene Abhängigkeit
Als substanzungebundene Abhängigkeit bezeichnen Psychologie und Psychotherapie jene Formen psychischer Zwänge und Abhängigkeiten, die nicht an die Einnahme von psychoaktiven Substanzen (wie z. B. Alkohol, Nikotin oder anderer Drogen) gebunden sind.
Sie ist durch wiederholte Handlungen ohne vernünftige Motivation gekennzeichnet, die nicht kontrolliert werden können und die meist die Interessen des betroffenen Patienten oder anderer Menschen schädigen. Betroffene berichten von impulshaftem Verhalten. Die Abhängigkeit kann die Lebensführung beherrschen und zum Verfall der sozialen, beruflichen, materiellen und familiären Werte und Verpflichtungen führen.

## Beispiele
Beispiele für substanzungebundene Abhängigkeiten sind:
- Pathologisches Spielen (Glücksspielsucht)
- Medienabhängigkeiten
  - Computerspielabhängigkeit
  - Internetabhängigkeit
  - Fernsehabhängigkeit
  - Handyabhängigkeit
- Arbeitssucht
- Kaufzwang
- Messie-Syndrom
- Hypersexualität (Sexsucht)
- Exzessives Sporttreiben

Teilweise werden auch Essstörungen als substanzungebundene Abhängigkeit aufgefasst. Das ICD-10 verwendet den Begriff „Abhängigkeit“ nur für stoffgebundenen Abhängigkeiten. Stoffungebundene Abhängigkeiten werden z. B. mit der Kodierung F63 „Abnorme Gewohnheit und Störung der Impulskontrolle“ erfasst. Neben der Kodierung F63.- besteht die Möglichkeit der Einordnung in weiter gefasste Diagnosen: z. B. F42 Zwangsstörung.

## Physiologische Grundlagen
Laut Grüsser-Sinopoli leiden Betroffene unter psychischen Entzugserscheinungen, wenn sie an dem von ihnen exzessiv ausgeübten bestimmten Verhalten gehindert werden. Das exzessive Verhalten stimuliere das limbische System im Gehirn, wodurch Hormone wie Endorphine ausgeschüttet werden, was als angenehm erlebt wird. Die Verhaltenssucht werde dazu benutzt, unangenehme Gefühle wie Ängste und Frustration sowie Stress zu verdrängen und die Auseinandersetzung damit zu vermeiden (vgl. auch Eskapismus). Auch dadurch ähnele eine Verhaltenssucht einer stoffgebundenen Abhängigkeit wie beispielsweise Alkoholismus.

## Untersuchungen

### Computersucht und Computerspielsucht
Die Interdisziplinäre Suchtforschungsgruppe der Berliner Charité hat im November 2005 eine Untersuchung angestellt, die die Parallelen der Computersucht und der Computerspielsucht zu stoffgebundenen Abhängigkeiten wie die von Alkohol oder Cannabis darstellen sollte. Dabei wurden 15 Computersüchtigen Bilder verschiedener alltäglicher Gegenstände, auch von Schnapsflaschen, einem Joint, Zigaretten, aber auch Szenen aus den Untersuchten bekannten Computerspielen gezeigt. Mit Hilfe der Elektroenzephalografie, mit der man die elektrische Aktivität des Gehirns aufzeichnen kann, wurde beobachtet, dass bei den Abhängigen eine erhöhte Gehirnaktivität bei den Screenshots auftritt. Dieselbe Gehirnaktivität tritt beispielsweise bei Alkoholabhängigen beim Anblick der Schnapsflasche auf. Die Wissenschaftler der Charité fassten so zusammen, dass sich bei Computersüchtigen ähnliche Verhaltensmuster wie bei Alkohol- oder Cannabisabhängigen aufzeigten.
Der Verein Aktiv gegen Mediensucht e. V. bietet ratsuchenden Mediensüchtigen und deren Angehörigen Hilfe an.

### Fernsehabhängigkeit
Als Fernsehabhängigkeit bezeichnet man das zwanghafte Verlangen, Fernsehen zu schauen. Umgangssprachlich weit verbreitet ist der Begriff Fernsehsucht. Fernsehabhängigkeit ist eine Medienabhängigkeit, wobei als Alleinstellungsmerkmale der passive Konsum und der fehlende soziale Aspekt genannt werden müssen. Es existieren derzeit keine allgemein akzeptierten Diagnosekriterien zur Feststellung der Abhängigkeit.
Merkmale einer Fernsehabhängigkeit können sein:
- Unruhe bis Unwohlsein, Aggressivität, Lustlosigkeit und Passivität, wenn kein Fernseher läuft oder es ruhig ist.
- Sofortiges, reflexartiges Einschalten des Fernsehers, sobald man nach Hause kommt.
- Fernsehschauen ohne vorherige Planung und Interesse an den Inhalten, damit einher geht oft stundenlanges Zapping, also Durchschalten der Kanäle, ohne dass man etwas findet, was man sehen möchte und ohne dass man den Fernseher ausschalten kann.

## Stand der Forschung und Anerkennung als Sucht/Krankheit
Verhaltenssüchte wurden bisher weder in der ICD-10 noch im DSM-IV aufgenommen. Derzeit behilft man sich in der Wissenschaft mit der Klassifikation als Störung der Impulskontrolle. Diese Einordnung ist allerdings oftmals nicht korrekt, da dadurch weder eine möglicherweise vorhandene Toleranzentwicklung noch eventuell entstehende Entzugssymptome erfasst werden.
Die American Medical Association traf sich im Juni 2007, um dieses Thema zu diskutieren. Exemplarisch für den Bereich der Computerspiel-Sucht wurde als Ergebnis festgehalten, dass weitere Forschung notwendig sei, um Computerspiel-Sucht (und damit auch andere Medienabhängigkeiten) als eine formale Diagnose zu betrachten. Die American Psychiatric Association (APA) wurde aufgefordert zu untersuchen, ob die Diagnose für eine Aufnahme in den DSM-IV (Diagnostic and Statistical Manual of Mental Disorders) geeignet sei. Frühestens bei der nächsten Revision des DSM im Jahr 2012 könnten damit Verhaltenssüchte in das Diagnosesystem einziehen.

### Jugendbuch
- Florian Buschendorff: Ohne Handy voll am Arsch, Mülheim a.d. Ruhr 2015, ISBN 978-3-8346-2921-0